# ZYYG
ZYYG（ジーグ）は、日本のロックバンド。所属事務所はZAIN ARTISTS。レーベルはB-Gram RECORDS。公式ファンクラブは「TROUBLE BEATS」。
1993年結成。メンバーチェンジと解散を経て、2019年に再結成。

## 概要
1993年にボーカル・高山征輝と、出口雅之のソロユニットとなって活動する事になったREVに加入するのを辞退した初代ベース・栗林誠一郎により結成。1994年にギター・後藤康二、ドラム・藤本健一が加入し、栗林が脱退すると2代目ベース・加藤直樹が加入する。栗林脱退を契機として、サウンド面を含めて大きく変貌を遂げたことから、栗林在籍時を「第1期」、加藤加入以後を「第2期」と呼び表す習慣があり、B ZONEも公式に認めている。
なお、このバンド名もプロデューサー・長戸大幸のアイデアによるものである。

## メンバー
| 名前                                   | プロフィール                              | 担当                                  | 在籍時期 | 在籍時期 | 備考 |
| 名前                                   | プロフィール                              | 担当                                  | 第1期    | 第2期    | 備考 |
| -------------------------------------- | ----------------------------------------- | ------------------------------------- | -------- | -------- | --- |
| 高山征輝 （たかやま せいき）           | 1971年7月29日（53歳） 日本 福岡県久留米市 | ボーカル 作詞                         | ●        | ●        | 解散後は、BON-BON BLANCOのアルバム『BEAT GOES ON』の収録曲「LIVE」にて、作曲家デビュー。 2003年に本名の「三好裕」名義で、飯島拓也(Gt)と大場鷹(Dr)と「aiZia」を結成し、活動していた。                                               |
| 栗林誠一郎 （くりばやし せいいちろう） | 1965年2月11日（60歳） 日本 東京都         | ベース キーボード コーラス 作曲・編曲 | ●        |          | |
| 後藤康二 （ごとう こうじ）             | 12月18日生 日本 兵庫県神戸市              | ギター コーラス 作曲・編曲            | ●        | ●        | 高山と並ぶソングライターとして、バラードからパンキッシュなナンバーまで幅広く手掛ける。 解散後は、岸本早未、竹井詩織里、三枝夕夏 IN db、SKE48、乃木坂46などの作曲・編曲を手掛けている。 また、「ck510」名義でソロ活動も行っている。 |
| 藤本健一 （ふじもと けんいち）         | 1974年3月31日（51歳） 日本 三重県鈴鹿市   | ドラム 編曲                           | ●        | ●        | パワフルかつテクニカルなドラミングで、加藤と共にZYYGのビートを支える。 解散後は、プログレッシブ・ロックの重鎮・GERARDに参加するなど、活動の幅を広げている。                                                                        |
| 加藤直樹 （かとう なおき）             | 2月13日生 日本 東京都                     | ベース コーラス 編曲                  |          | ●        | 栗林脱退後のシークレットライブへの参加を経て、正式に加入。 松井常松と並ぶダウン・ピッキングの使い手である。 |

### サポートメンバー
- 宇津本直紀（うづもと なおき）- ドラム[4]

第1期時の初期に参加。山口県出身。DEENの2代目ドラムとして1994年 - 1999年まで活動。DEEN脱退後もB ZONEに在籍（残留）し、プロデュース、ディレクション、作曲、ドラムレコーディングなどの音楽活動を行っていたが、現在は離脱している。
- 折居直喜（おりい なおき）- ギター[4]

第1期時の初期に参加。福岡県出身。後に元桜っ子クラブの北川裕子と「ラズベリー」というユニットを組み、1998年には2枚シングルを出している。

## 来歴
1993年5月、シングル『君が欲しくてたまらない』でデビュー。この頃はまだメンバーが正式に決まっておらず、サポートメンバーと共にレコーディングを行なっていた。
1994年4月、4thシングル『NO RETURN LOVE』リリース。このシングルで後藤康二、藤本健一が正式に加入した。
同年7月、1stアルバム『GO-WILD』リリース。この後栗林誠一郎が脱退し、シークレットライブをきっかけに、加藤直樹がベーシストとして新たに加入した。このメンバーチェンジにより、バンドは一つの転機を迎え、バンドの立て直しを図り始める。
1995年6月、5thシングル『ぜったいに 誰も』リリース。前回のリリースから1年、模索していくうちに、サウンドもビジュアルも含めて行き着いたのが1980年代のビートロックの流れを汲むバンド感あるものであった。これは約1年振りのリリースとなる「ぜったいに 誰も」含め、1995年～1996年のリリース作品を見ると明確である。
同年11月、6thシングル『JULIA』リリース。派手めなメイクにソリッドなビートロックというわかりやすいコンセプトのもとに作られた。
1996年2月、2ndアルバム『Noizy Beat』リリース。「ぜったいに 誰も」から2ndアルバム『Noizy Beat』の間までで、ある種のビジュアルスタイルが確立された。この期間はメンバーそれぞれがアマチュア時代に影響を受けていたルーツをそのまま作品として表現していた様な、ビートロックという一種のアマチュアイズムがある。この頃の楽曲はZYYGの曲の中でも人気が高く、個性を打ち出すことができた作品となった。
同年3月〜4月、アルバムリリース後、初のライブツアー「LIVE ROCKIN' HIGH Vol.01"Noizy Beat"」を開催し、これまで漠然としていたバンドとしての存在感が明らかになりつつあった。ライブではアルバム『Noizy Beat』の収録曲を中心に、高山が影響を受けたというバンド・ARBのカバー曲などが演奏された。またオフィシャルファンクラブ「TROUBLE BEATS」が発足した時期でもある。
同年7月、7thシングル『GYPSY DOLL/BLOOD ON BLOOD/微笑みだけをくれないか』リリース。今までにはないシンセ音も導入した、企画もののMAXI SINGLEならではの実験的なサウンドになった。
同年8月、「LIVE ROCKIN' HIGH Vol.02"Trouble Beats"」を開催。TROUBLE BEATS発足後、初のライブツアーということもあり、メンバーがツアータイトルにファンクラブの名前を付けた。
同年11月、8thシングル『Something』リリース。ジャケットの印象もサウンドの方も前回のMAXI SINGLEとはうって変わってシンプルなものになっている。サウンドはシンセを省き、骨太な感じがする楽曲となった。
1997年3月、9thシングル『LULLABY』リリース。この作品はARBやモッズといったバンドが連想される様な、どこか懐かしく、暖かみのある楽曲となった。
同年5月、10thシングル『この情熱のそばで』リリース。シングルとしては初のミディアムバラードとなった。
同年6月、ライブツアー「LIVE ROCKIN' HIGH Vol.03"Crash Beat"」開催。初の東京を含む全国主要都市を回るツアーとなった。
同年8月、3rdアルバム『SWEET PUNKS』リリース。今までのどのアルバムよりも高山の音楽的なルーツや詞の世界観、バンド感が浮き彫りになった。飾らずストレートなロックアルバムで、バラエティに富んだ内容になっている。
同年9月～10月、ライブツアー「LIVE BURST CITY Vol.01"SWEET PUNKS"」開催。アルバム『SWEET PUNKS』を引っ提げ、地方都市を中心とした全国ライブハウスツアーに出る。ツアータイトルも"BURST CITY"(爆裂都市)と、彼等の意気込みが伝わる。「全国各地の今まで行ったことのない土地を回り、ファンに触れ、バンドとしての結束を更に固めたい」というメンバーの意向もあり、リリース、ライブとも活発な活動を行った。
同年12月、ライブツアー「LIVE BURST CITY Vol.01"SWEET PUNKS～extension"」開催。このツアーは夏に行ったライブハウスツアーの延長で主要都市を中心にしたものである。東京は初のON AIR WESTで行い、今までのツアーの集大成的な内容となった。
1998年、制作活動に入ったため、表立った活動がなくなるが、精力的にデモテープ作り、リハーサルなどを繰り返していた。なお、B-Gram RECORDSの電話24時間テープ案内で、テレビ東京系アニメ『発明BOYカニパン』の後期エンディングテーマに決定したとアナウンスされるも発売中止となった。
1999年、9月～10月にバンド内で音楽性のずれが生じ始め、話し合いを重ねた結果、個々の感性を無理に1つのバンドに収めないほうがよい、という結論に達した。12月に最後のファンクラブ会報(今号)発行し、これをもってZYYGは活動を終了する。なお、ベスト・アルバム等のリリースやライブの開催はされなかった。
2005年12月、解散時に行われなかったラストライブを開催することが発表される。
2006年2月、大阪hills パン工場にて、「LIVE ROCKIN' HIGH Final“ONE AND ONLY MEMORIES” 」開催。
2019年4月、後藤の呼びかけにより、20年振りに第2期メンバーで再始動。
同年7月、再始動後初のライブ「LIVE ROCKIN' HIGH 2019 ～Dreamers〜」開催。
同年12月、25th Anniversary Yearの締めくくりとして、初のファンミーティング「Trouble Beats Meeting Party vol.01」開催。
同年12月、2020年2月に東京・下北沢レッグ、3月に大阪・Hillsパン工場にて、再始動後2度目のライブ「ZYYG LIVE ROCKIN’ HIGH 2020 ~ALIVE~」の開催を発表。東京公演は予定通り開催されたが、大阪公演は新型コロナウイルス感染拡大のため、無期延期となった後、中止となった。
2020年3月7日、当初の大阪公演予定日に、未発表曲「ALIVE」のリリックトレーラーをYouTube上で発表。
2021年4月、初の配信ライブ「ZYYG～Trouble Beats Meeting Party Online vol.01～」開催。
同年、初となるドキュメント映像『PAST,NOW…and FUTURE』を5月22日に前編を、7月29日の高山の誕生日に後編をYouTube上で発表。
2022年10月10日、TBS系『CDTVライブ！ライブ！』に出演。初の生放送での演奏で、デビュー曲「君が欲しくてたまらない」を披露した。
2023年5月〜6月、30周年記念ライブ「ZYYG 〜30th Anniversary〜 LIVE ROCKIN’ HIGH 2023 『RE：』」を開催。
同年11月、2度目となるファンミーティング「Trouble Beats Meeting Party vol.02」を開催。
2024年5月18日に30周年の締め括りとなるスペシャルイベント「Trouble Beats Meeting Party2024 Special〜『Re』Extension〜」を開催。イベント開催に先駆けて、4月30日〜5月11日に30周年特別企画として「ZYYG新曲の生みの親！募集します。」と題し、新曲のタイトルを募集した。その後当イベントにて、新曲タイトル選考結果は、「STILL」であることが発表された。
同月19日より既リリース全曲のサブスクが解禁された。

## ディスコグラフィ

### シングル
|                | 発売日         | タイトル                                         | 楽曲制作                                         | カップリング曲         | 規格           | 規格品番       | 最高位         | 初収録アルバム         | ラインアップ   |
| B-Gram RECORDS | B-Gram RECORDS | B-Gram RECORDS                                   | B-Gram RECORDS                                   | B-Gram RECORDS         | B-Gram RECORDS | B-Gram RECORDS | B-Gram RECORDS | B-Gram RECORDS         | B-Gram RECORDS |
| -------------- | -------------- | ------------------------------------------------ | ------------------------------------------------ | ---------------------- | -------------- | -------------- | -------------- | ---------------------- | -------------- |
| 1st            | 1993年5月19日  | 君が欲しくてたまらない                           | 作詞：上杉昇 作曲：織田哲郎 編曲：栗林誠一郎     | 愛しさを抱きしめたまま | 8cm CD         | BGDH-1003      | 3位            | GO-WILD                | 第1期          |
| 2nd            | 1993年11月10日 | 風にまぶしい                                     | 作詞：高山征輝 作曲：栗林誠一郎 編曲：栗林誠一郎 | 愛したけど…            | 8cm CD         | BGDH-1015      | 6位            | GO-WILD                | 第1期          |
| 3rd            | 1994年3月4日   | 壊したい現実                                     | 作詞：高山征輝 作曲：栗林誠一郎 編曲：栗林誠一郎 | 思い出にはできなくて   | 8cm CD         | BGDH-1034      | 24位           | GO-WILD                | 第1期          |
| 4th            | 1994年4月23日  | NO RETURN LOVE                                   | 作詞：高山征輝 作曲：栗林誠一郎 編曲：栗林誠一郎 | OVER THE BLACK FENCE   | 8cm CD         | BGDH-1037      | 20位           | GO-WILD                | 第1期          |
| 5th            | 1995年6月26日  | ぜったいに 誰も                                  | 作詞：高山征輝 作曲：織田哲郎 編曲：ZYYG         | 最初で最後のLOVE SONG  | 8cm CD         | JBDJ-1005      | 3位            | Noizy Beat             | 第2期          |
| 6th            | 1995年11月13日 | JULIA                                            | 作詞：高山征輝 作曲：高山征輝 編曲：ZYYG         | Only Memories          | 8cm CD         | JBDJ-1008      | 35位           | Noizy Beat             | 第2期          |
| 7th            | 1996年7月22日  | GYPSY DOLL/BLOOD ON BLOOD/微笑みだけをくれないか | 作詞：高山征輝 作曲：高山征輝 編曲：ZYYG         |                        | CD             | JBCJ-1010      | 90位           | BEST OF BEST 1000 ZYYG | 第2期          |
| 8th            | 1996年11月18日 | Something                                        | 作詞：高山征輝 作曲：高山征輝 編曲：ZYYG         | CRYING MOON            | 8cm CD         | JBDJ-1021      | 83位           | SWEET PUNKS            | 第2期          |
| 9th            | 1997年3月5日   | LULLABY                                          | 作詞：高山征輝 作曲：高山征輝 編曲：ZYYG         | 雨に隠れた涙           | 8cm CD         | JBDJ-1025      | 100位          | SWEET PUNKS            | 第2期          |
| 10th           | 1997年5月21日  | この情熱のそばで                                 | 作詞：高山征輝 作曲：高山征輝 編曲：ZYYG         | SO WHAT?               | 8cm CD         | JBDJ-1027      | 圏外           | SWEET PUNKS            | 第2期          |
| 11th           | 2023年11月5日  | 蒼きNostalgia                                    | 作詞：高山征輝 作曲：高山征輝 編曲：ZYYG         |                        | CD             |                | 対象外         | 未収録                 | 第2期          |

### コラボレーション・シングル
| 発売日       | タイトル       | 楽曲制作                                             | カップリング曲 | アーティスト                               | レーベル     | 規格   | 規格品番  | 最高位 | 初収録アルバム                                   |
| ------------ | -------------- | ---------------------------------------------------- | -------------- | ------------------------------------------ | ------------ | ------ | --------- | ------ | ------------------------------------------------ |
| 1993年6月9日 | 果てしない夢を | 作詞：上杉昇、坂井泉水 作曲：出口雅之 編曲：明石昌夫 | 雨に濡れて     | ZYYG, REV, ZARD & WANDS featuring 長嶋茂雄 | ZAIN RECORDS | 8cm CD | ZADL-1007 | 2位    | ZARD『ZARD BEST The Single Collection 〜軌跡〜』 |

### アルバム

#### オリジナル・アルバム
|                | 発売日         | タイトル       | 規格           | 規格品番       | 最高位         | ラインアップ   |
| B-Gram RECORDS | B-Gram RECORDS | B-Gram RECORDS | B-Gram RECORDS | B-Gram RECORDS | B-Gram RECORDS | B-Gram RECORDS |
| -------------- | -------------- | -------------- | -------------- | -------------- | -------------- | -------------- |
| 1st            | 1994年7月13日  | GO-WILD        | CD             | BGCH-1015      | 13位           | 第1期          |
| 2nd            | 1996年2月26日  | Noizy Beat     | CD             | JBCJ-1005      | 24位           | 第2期          |
| 3rd            | 1997年8月20日  | SWEET PUNKS    | CD             | JBCJ-1015      | 圏外           | 第2期          |

#### ベスト・アルバム
|                | 発売日         | タイトル               | 規格           | 規格品番       | 最高位         |
| B-Gram RECORDS | B-Gram RECORDS | B-Gram RECORDS         | B-Gram RECORDS | B-Gram RECORDS | B-Gram RECORDS |
| -------------- | -------------- | ---------------------- | -------------- | -------------- | -------------- |
| 1st            | 2007年12月12日 | BEST OF BEST 1000 ZYYG | CD             | JBCS-1005      | 246位          |

### 映像作品
| 発売日       | タイトル                                   | レーベル       | 規格 | 規格品番    | 最高位 | ラインアップ |
| ------------ | ------------------------------------------ | -------------- | ---- | ----------- | ------ | ------------ |
| 2012年8月8日 | LEGEND of 90's J-ROCK「LIVE BEST & CLIPS」 | B-Gram RECORDS | 2DVD | JBBS-5005/6 | 14位   | オムニバス   |

#### PAST,NOW・・・ and FUTURE
2021年5月22日に前編、同年7月29日に後編がYouTubeチャンネル・B ZONE GROUP OFFICIAL YOUTUBE CHANNELで公表された映像。再始動以後を振り返るメンバーのインタビューとスタジオセッションを収めたドキュメント。

### 参加作品
※◆は「ZYYG」名義のCDには未収録の楽曲。
| 発売日         | タイトル                                                                                      | ZYYGの楽曲                             |
| -------------- | --------------------------------------------------------------------------------------------- | -------------------------------------- |
| 1994年3月26日  | Various Artists『愛と疑惑のサスペンス エンディングテーマ曲集』                                | SMILE AGAIN                            |
| 1995年7月24日  | Various Artists『SLAM DUNK オリジナルサウンドトラック3 ['95 SUMMER]』                         | ぜったいに 誰も（TVサイズ） ◆          |
| 1996年3月20日  | Various Artists『スラムダンク テーマソング集』                                                | ぜったいに 誰も                        |
| 2003年4月25日  | Various Artists『vocal compilation 90's hits Vol.1 〜male〜 at the BEING studio』             | 君が欲しくてたまらない ぜったいに 誰も |
| 2003年7月21日  | Various Artists『THE BEST OF TV ANIMATION SLAM DUNK 〜Single Collection〜』                   | ぜったいに 誰も                        |
| 2005年11月     | Various Artists『COUNTDOWN BEING』                                                            | 君が欲しくてたまらない                 |
| 2006年3月1日   | Various Artists『FUN 〜Greatest Hits of 90's〜』                                              | 君が欲しくてたまらない ぜったいに 誰も |
| 2009年12月-    | Various Artists『BEST HIT BEING』                                                             | ぜったいに 誰も                        |
| 2012年10月17日 | Various Artists『MILLION 〜BEST OF 90's J-POP〜 RED』                                         | 君が欲しくてたまらない                 |
| 2014年12月17日 | Various Artists『THE BEST OF TV ANIMATION SLAM DUNK 〜Single Collection〜 HIGH SPEC EDITION』 | ぜったいに 誰も                        |
| 2020年4月8日   | Various Artists『キミが好きだと叫びたい 〜Love & Yell〜 mixed by DJ和』                       | 君が欲しくてたまらない                 |

### 未リリース曲
| タイトル                                 | 楽曲制作                                 | 公表           | 公表                 | リンク      | 備考                                                                          |
| ---------------------------------------- | ---------------------------------------- | -------------- | -------------------- | ----------- | ----------------------------------------------------------------------------- |
| ALIVE                                    | 作詞：高山征輝 作曲：高山征輝 編曲：ZYYG | 2020年3月7日   | B ZONE 公式YouTube   | [ 動画 3 ]  | 未発表曲。 2006年2月11日の解散ライブ、2020年以降のライブで演奏されている。    |
| ALIVE                                    | 作詞：高山征輝 作曲：高山征輝 編曲：ZYYG | 2021年5月22日  | B ZONE 公式YouTube   | [ 動画 4 ]  | 未発表曲。 2006年2月11日の解散ライブ、2020年以降のライブで演奏されている。    |
| ALIVE                                    | 作詞：高山征輝 作曲：高山征輝 編曲：ZYYG | 2021年7月29日  | B ZONE 公式YouTube   | [ 動画 5 ]  | 未発表曲。 2006年2月11日の解散ライブ、2020年以降のライブで演奏されている。    |
| TINY DESTINY                             | 作詞：高山征輝 作曲：高山征輝 編曲：ZYYG | 2020年12月13日 | 高山征輝 公式YouTube | [ 動画 6 ]  | 未発表曲。 2006年2月11日の解散ライブ、2020年以降のライブで演奏されている。    |
| Dreamer 〜Re-Recording Ver.〜            | 作詞：高山征輝 作曲：後藤康二 編曲：ZYYG | 2020年12月26日 | 高山征輝 公式YouTube | [ 動画 7 ]  | 2nd アルバム『Noizy Beat』収録曲の新録。                                      |
| Dreamer 〜Re-Recording Ver.〜            | 作詞：高山征輝 作曲：後藤康二 編曲：ZYYG | 2023年3月11日  | B ZONE 公式YouTube   | [ 動画 8 ]  | 2nd アルバム『Noizy Beat』収録曲の新録。                                      |
| 君に届け                                 | 作詞：高山征輝 作曲：高山征輝 編曲：ZYYG | 2021年7月29日  | B ZONE 公式YouTube   | [ 動画 9 ]  | 新曲。 2020年以降のライブで演奏されている。                                   |
| ぜったいに 誰も 〜30th Anniversary ver〜 | 作詞：高山征輝 作曲：織田哲郎 編曲：ZYYG | 2022年12月24日 | B ZONE 公式YouTube   | [ 動画 10 ] | 5th シングル『ぜったいに 誰も』の新録。                                       |
| Only Only You                            | 作詞：高山征輝 作曲：高山征輝 編曲：ZYYG | 2023年6月8日   | 高山征輝 公式YouTube | [ 動画 11 ] | 未発表曲。 2006年2月11日の解散ライブ、2020年以降のライブで演奏されている。    |
| Only Only You                            | 作詞：高山征輝 作曲：高山征輝 編曲：ZYYG | 2023年6月8日   | B ZONE 公式YouTube   | [ 動画 12 ] | 未発表曲。 2006年2月11日の解散ライブ、2020年以降のライブで演奏されている。    |
| MAD CITY GANG (ReRecording)              | 作詞：高山征輝 作曲：高山征輝 編曲：ZYYG | 2023年12月24日 | 高山征輝 公式X       | [ 動画 13 ] | 3rd アルバム『SWEET PUNKS』収録曲の新録。                                     |
| 24-twenty four-                          | 未公表                                   | 2024年5月18日  |                      |             | 新曲。 2024年5月18日のライブで初披露。                                        |
| 弾丸SONIC                                | 未公表                                   | 2024年5月18日  |                      |             | 新曲。 2024年5月18日のライブで初披露。                                        |
| STILL                                    | 未公表                                   | 2024年         |                      |             | 新曲。 30周年特別企画として、新曲タイトルを募集し、イチから書き下ろした楽曲。 |

## タイアップ一覧
| 使用年 | 曲名                   | タイアップ                                                                                       |
| ------ | ---------------------- | ------------------------------------------------------------------------------------------------ |
| 1993年 | 君が欲しくてたまらない | サントリー生ビール「ダイナミック」CMソング                                                       |
| 1993年 | 果てしない夢を         | 日本テレビ系『劇空間プロ野球93』テーマソング                                                     |
| 1993年 | 雨に濡れて             | 日本テレビ系『ハートにジャストミート』エンディングテーマ                                         |
| 1993年 | 風にまぶしい           | Victoria CFイメージソング                                                                        |
| 1994年 | 壊したい現実           | TBS系『日立 世界・ふしぎ発見!』エンディングテーマ                                                |
| 1994年 | NO RETURN LOVE         | グンゼ「YG」CMソング                                                                             |
| 1994年 | SMILE AGAIN            | 関西テレビ・フジテレビ系ドラマ『愛と疑惑のサスペンス』エンディングテーマ                         |
| 1995年 | ぜったいに 誰も        | テレビ朝日系アニメ『SLAM DUNK』第2期オープニングテーマ                                           |
| 1995年 | ぜったいに 誰も        | 東映配給アニメ映画『スラムダンク 吠えろバスケットマン魂!! 花道と流川の熱き夏』オープニングテーマ |
| 1995年 | JULIA                  | テレビ朝日系『音楽ニュース・HO』エンディングテーマ                                               |
| 1996年 | BLOOD ON BLOOD         | テレビ朝日系『パワーレンジャー』エンディングテーマ                                               |
| 1996年 | 微笑みだけをくれないか | U局系『J-ROCK ARTIST BEST 50』エンディングテーマ                                                 |
| 1996年 | Something              | テレビ朝日系『NBA FAST BREAK』オープニングテーマ                                                 |
| 1997年 | LULLABY                | テレビ朝日系『超次元タイムボンバー』エンディングテーマ                                           |
| 1997年 | この情熱のそばで       | テレビ朝日系『龍ノ福耳』エンディングテーマ                                                       |

## ライブ
| 日程                     | ライブタイトル                                             | 開催場所 | 備考 |
| ------------------------ | ---------------------------------------------------------- | --- | --- |
| 1995年                   | （シークレットライブ）                                     | 福岡県久留米市 | 詳細は不明 サポートを務めた加藤が後に正式に加入する                                                        |
| 1996年3月26日 - 4月13日  | LIVE ROCKIN' HIGH Vol.01“Noizy Beat”                       | 3月26日 - 福岡DRUM Be-1 4月4日 - 横浜CLUB 24 6日 - 市川CLUB GIO 13日 - 前橋club FLEEZ | |
| 1996年7月29日            | ROCK OF AGE                                                | 大阪厚生年金会館大ホール | 対バン形式のイベント                                                                                       |
| 1996年8月1日 - 5日       | LIVE ROCKIN' HIGH Vol.02“Trouble Beats”                    | 1日 - 市川CLUB GIO 4日 - 前橋club FLEEZ 5日 - 横浜CLUB 24 | |
| 1996年10月26日           | （学園祭）                                                 | 大阪・大阪明浄女子短期大学 | |
| 1996年11月9日            | （学園祭）                                                 | 岡山・吉備国際大学 | |
| 1997年6月22日 - 28日     | LIVE ROCKIN' HIGH Vol.03“Crash Beat”                       | 22日 - 福岡DRUM Be-1 24日 - 大阪MUSE HALL 25日 - 名古屋HeartLand STUDIO 28日 - 渋谷NEST | |
| 1997年9月12日 - 10月24日 | LIVE BURST CITY Vol.01“SWEET PUNKS”                        | 9月12日 - 横浜CLUB 24 18日 - 鹿児島CROSSホール 19日 - 熊本ジャンゴ 21日 - 大分TOPS 23日 - 松山サロンキティ 24日 - 広島ネオポリスホール 26日 - 米子ファンフェルナンデス 27日 - 岡山ペパーランド 29日 - 京都MUSE HALL 30日 - 岡崎CAM HALL 10月4日 - 熊谷VOGUE 9日 - 秋田サウンドサプライ 10日 - 青森1/3 12日 - 福島アウトライン 13日 - 仙台MA.CA.NA 15日 - 金沢VAN VAN V4 16日 - 長野J 18日 - 新潟ジャンクボックス 19日 - 前橋club FLEEZ 24日 - 市川CLUB GIO | |
| 1997年11月16日           | （学園祭）                                                 | 東京・日体荏原高等学校 | |
| 1997年12月22日 - 27日    | LIVE BURST CITY Vol.01“SWEET PUNKS-extension”              | 22日 - 福岡DRUM Be-1 24日 - 名古屋HeartLand STUDIO 25日 - 大阪MUSE HALL 27日 - 東京ON AIR WEST | |
| 2006年2月11日            | LIVE ROCKIN' HIGH Final“ONE AND ONLY MEMORIES”             | 大阪hills パン工場 | |
| 2019年7月14日 - 21日     | LIVE ROCKIN' HIGH 2019 ～Dreamers～                        | 14日 - 下北沢ReG 21日 - 大阪hills パン工場 | |
| 2019年12月7日            | Trouble Beats Meeting Party vol.01                         | 渋谷 ASTRO LAB.（2公演） | ファンクラブイベント                                                                                       |
| 2020年2月22日            | LIVE ROCKIN' HIGH 2020 ～ALIVE～                           | 22日 - 下北沢ReG 大阪hills パン工場（中止） | |
| 2021年4月27日            | ZYYG～Trouble Beats Meeting Party Online vol.01～          | | 配信ライブ                                                                                                 |
| 2023年5月20日 - 6月18日  | ZYYG 〜30th Anniversary〜 LIVE ROCKIN’ HIGH 2023『RE：』   | 5月20日 - 大阪hills パン工場 6月18日 - 下北沢ReG | |
| 2023年11月5日            | Trouble Beats Meeting Party vol.02                         | Live & Dining Bar 音楽室DX（2公演） | ファンクラブイベント                                                                                       |
| 2024年5月18日            | Trouble Beats Meeting Party2024 Special〜『Re』Extension〜 | 下北沢ReG | 30周年の締め括りとなるスペシャルイベント シングル全曲と新曲2曲披露 「ぜったいに 誰も」のみ撮影が許可された |